# Лівезь (Долж)
Лівезь, Лівезі (рум. Livezi) — село у повіті Долж в Румунії. Входить до складу комуни Подарі.
Село розташоване на відстані 184 км на захід від Бухареста, 10 км на південь від Крайови.

## Населення
За даними перепису населення 2002 року у селі проживали 876 осіб, усі — румуни. Усі жителі села рідною мовою назвали румунську.